# Billy Idol
Billy Idol (født. William Michael Albert Broad, 30. november 1955) er en engelsk pop/rock/punk/hard rock kunstner. Han slog for alvor igennem i 1984 med albummet "Rebel Yell".

## Opvækst – Generation X
Billy Idol er født i Stanmore i Greater London og opvoksede i Worthing. Senere flyttede han for at studere på Sussex Universitet. Billy Idol var stor fan af musik-gruppen Sex Pistols, hvilket inspirerede ham til at blive musiker. Han blev som 21-årig i 1976 optaget i Siouxsie & the Banshees, men nåede ikke at indspille et album med dem. I 1977 droppede han bandet til fordel for gruppen Chelsea, der senere skiftede navn til Generation X, men aldrig fik den store succes. Bandet udsendte singlen Dancing With Myself, hvorefter gruppen opløstes, og Billy Idol flyttede til New York.

## Soloartist – Gennembrud
I New York mødte Billy Idol guitaristen Steve Stevens og udsendte i 1981 med ham EP'en Don't Stop med numrene "Mony Mony", og "Dancing With Myself" – en sang, som oprindeligt var indspillet af hans gamle gruppe, Generation X. Albummet blev ingen kæmpesucces, først senere blev albummets sange hits. Året efter, i 1982, udgav Billy Idol sit første soloalbum, Billy Idol, hvor nummeret "White Wedding" var største succes. Stadig var Billy Idol ikke en superstjerne, som han drømte om. Drømmen gik først i opfyldelse i 1984 med albummet Rebel Yell og superhits som "Flesh For Fantasy", "Eyes Without A Face" og ikke mindst "Rebel Yell".

## På toppen – Ulykke
En succesrig opfølger til Rebel Yell kom i 1986 med albummet Whiplash Smile, der indeholdt hittet Sweet Sixteen. Albummet blev omtrent lige så stor en succes som Rebel Yell. I 1987 fulgte albummet Vital Idol med mix af tidligere numre. Det blev ikke nogen stor succes. Det gjorde imidlertid Mony Mony, da MTV begyndte at spille det seks år gamle nummer fra hans første plade, hvor sangen ikke havde succes. En single med en live-udgave af nummeret blev nr. 1 i USA. I 1990 havde Billy Idol lagt sidste hånd på sit nye album, da han kørte galt på motorcykel. Ulykken kostede ham næsten hans ene ben. Albummet Charmed Life blev en stor succes med hittet "Cradle of Love".

## Nedturen
I 1993 udsendte Billy Idol opfølgeren til Charmed Life. Albummet med titlen Cyberpunk var et decideret flop. Billy druknede sine sorger i stoffer og var i 1994 tæt på at dø af en overdosis. Efterfølgende spillede han rollen som sig selv i filmen The Wedding Singer. Idol skrev titelmelodien "White Wedding". 

## Udgivelser

### Singler
| År   | Sang                                              | UK singles | U.S. Hot 100 | U.S. Mainstream Rock | U.S. Moderne Rock | Tyskland Top 75 | Italien Top 50 | Schweiz Top 50 | Album              |
| ---- | ------------------------------------------------- | ---------- | ------------ | -------------------- | ----------------- | --------------- | -------------- | -------------- | ------------------ |
| 1981 | "Dancing With Myself"                             | -          | -            | -                    | -                 | -               | -              | -              | Don't Stop         |
| 1981 | "Mony Mony" (Tommy James and the Shondells cover) | -          | -            | -                    | -                 | -               | -              | -              | Don't Stop         |
| 1982 | "Hot in the City"                                 | 58(1)      | 23(2)        | 11                   | -                 | -               | -              | 19(3)          | Billy Idol         |
| 1983 | "White Wedding"                                   | 6(4)       | 36           | 9                    | -                 | -               | -              | -              | Billy Idol         |
| 1984 | "Rebel Yell"                                      | 62(5)      | 46           | 4                    | -                 | -               | -              | -              | Rebel Yell         |
| 1984 | "Eyes Without a Face"                             | 18         | 4            | 3                    | -                 | 10              | 14             | 21             | Rebel Yell         |
| 1984 | "Flesh for Fantasy"                               | 54         | 29           | 8                    | -                 | 11              | 30             | 20             | Rebel Yell         |
| 1985 | "Catch My Fall"                                   | 63(6)      | 50           | 24                   | -                 | 11              | -              | -              | Rebel Yell         |
| 1986 | "To Be a Lover"                                   | 22         | 6            | 2                    | -                 | 28              | 16             | 7              | Whiplash Smile     |
| 1987 | "Don't Need a Gun"                                | 26         | 37           | 10                   | -                 | 36              | -              | 29             | Whiplash Smile     |
| 1987 | "Sweet Sixteen"                                   | 17         | 20           | 26                   | -                 | 2               | 30             | 12             | Whiplash Smile     |
| 1987 | "Mony Mony (Live)"                                | 7          | 1            | 27                   | -                 | 38              | -              | 13             | Vital Idol         |
| 1990 | "Cradle of Love"                                  | 34         | 2            | 1                    | 7                 | 38              | 8              | 11             | Charmed Life       |
| 1990 | "L.A. Woman"                                      | 70         | 52           | 18                   | 12                | -               | 28             | -              | Charmed Life       |
| 1990 | "Prodigal Blues"                                  | 47         | -            | 35                   | -                 | -               | 31             | -              | Charmed Life       |
| 1993 | "Shock to the System"                             | 30         | -            | 7                    | 23                | -               | 17             | 37             | Cyberpunk          |
| 1993 | "Mother Dawn (Hold Me)"                           | -          | -            | -                    | -                 | -               | -              | -              | Cyberpunk          |
| 1994 | "Speed"                                           | 47         | -            | -                    | -                 | -               | -              | -              | Speed Soundtrack   |
| 2005 | "Scream"                                          | -          | -            | 26                   | -                 | 54              | -              | -              | Devil's Playground |
| 2005 | "Cherie"                                          | -          | -            | -                    | -                 | -               | -              | -              | Devil's Playground |

- 1 Genudgivet i England i 1988, røg ind som #13 på Top 75.
- ² Genudgivet i "the U.S." i 1988, røg ind som #48 i "Hot 100."
- ³ Udgivet i Schweiz i 1988.
- 4 Udgivet i England i 1985.
- 5 Genudgivet i England i 1985, røg ind som #6 på Top 75.
- 6 Udgivet i England i 1988.

### Alene under navnet Billy Idol
- Don't Stop – 1981.
- Billy Idol – 1982.
- Rebell Yell – 1984.
- Vital Idol – indspillet i 1985, først udgivet i 1987.
- Whiplash Smile – 1986.
- Idol Songs: 11 of the Best – 1988.
- Charmed Life – 1990.
- Cyberpunk – 1993.
- Greatest Hits – 2001.
- VH1's Storytellers: Billy Idol – 2002.
- Essential Billy Idol – 2003.
- Devil's Playground – 2005.
- Happy Holidays – 2006.
- Kings & Queens of the Underground - 2014.

### Som forsanger for gruppenGeneration X
- Generation X – 1978.
- Valley Of The Dolls – 1979.
- Sweet Revenge – indspillet i 1979, først udgivet i 2003.
- Kiss Me Deadly – 1981.